# خرانگبور پیروشه
خرانگبور پیروشه (به لهستانی:  Chranibory Pierwsze) یک روستا در لهستان است که در گمینا بوتشکی واقع شده‌است.